# Pé Verhaegen
Petrus Verhaegen, dit Pé Verhaegen, né le 20 février 1902 à Tremelo et mort le 5 avril 1958 à Louvain, est un coureur cycliste belge. Professionnel de 1927 à 1935, il a remporté trois étapes du Tour de France.

## Palmarès
- 1925
  -  Champion de Belgique de cyclo-cross
- 1926
  - Tour de Belgique indépendants
    - Classement général
    - 2e, 3e, 5e et 7e étape

  - Tour des Flandres des indépendants
- 1927
  - 3e étape du Tour de Belgique
  - 10e et 17e étapes du Tour de France
  - 7e du Tour de France
- 1928
  - 4e étape du Tour de France
  - 2e étape du Tour de Belgique
  - GP de Hesbaye
  - 3e de Marseille-Lyon
- 1929
  - Paris-Bruxelles
- 1932
  - GP de Hesbaye
- 1933
  - Tour d'Hesbaye

## Résultats sur le Tour de France
- 1927 : 7e, vainqueur de 2 étapes
- 1928 : 16e, vainqueur d'étape